# Haute-Ajoie
Haute-Ajoie (toponimo francese) è un comune svizzero di 1 104 abitanti del Canton Giura, nel distretto di Porrentruy.

## Storia
Il comune di Haute-Ajoie è stato istituito il 1º gennaio 2009 con la fusione dei comuni soppressi di Chevenez, Damvant, Réclère e Roche-d'Or e il 1º gennaio 2018 ha inglobato anche il comune soppresso di Rocourt; capoluogo comunale è Chevenez.

## Società

### Evoluzione demografica
L'evoluzione demografica è riportata nella seguente tabella:
Abitanti censiti

## Geografia antropica

### Frazioni
Le frazioni di Haute-Ajoie sono:
- Chevenez[5]
- Damvant[6]
- Réclère[7]
- Roche-d'Or[8]
- Rocourt[9]